# 水林龍寶殿
23°34′06″N 120°14′22″E / 23.568379°N 120.239341°E
水林龍寶殿，是位於臺灣雲林縣水林鄉水南村的廟宇，主祀項府元帥。
水林龍寶殿沿革：
「項王名籍字羽，秦下相人，少時有奇才及重瞳奇相，志欲拔山，力能抗鼎，秦二世時隨從叔父項梁舉兵叛秦，項梁死後，繼承重任統領大軍大敗秦兵，率諸侯入關，殺子嬰、焚咸陽，自號西楚霸王，分天下王諸侯，以劉邦為漢王，後與劉邦爭奪天下史稱「楚漢相爭」，卒為劉邦所敗，困守垓下，該處高岡絕巖，地勢險峻，然遭漢軍與諸侯重重圍困，又兵少糧盡，乍聞四面楚歌，方知楚地盡失，乃奔轉烏江，原欲東渡，奈何天不從人願，乃拔劍自刎而死。
故鄉父老緬懷項王勇蓋古今，乃一蓋世英雄，遂為立廟雕塑金身奉祀，以供後人朝拜，香煙鼎盛，神通廣大，乾隆年間本地許姓五房先祖許樣老先生仰慕項王神威，乃由大陸奉請金身渡海來台奉祀因項王威靈廣被時有顯赫乃於民國六十九年元月，由當時擔任村長許夏比先生及士紳陳捆、許水波、紀水藤、黃水來等發起建廟，取名『龍寶殿』祈澤及萬世並教化吾民。」-許欽俊校長撰寫。
水林龍寶殿的開基神像是項羽，前面有馬童牽著座騎烏騅，據廟方前常務監事許進財所言，是祖先許樣於1760年迎到臺灣。當時是為祈求航路平安，奉請項王隨船保佑，最後於水林鄉水南村落腳祭拜。1980年元月，水南村長許夏比及地方士紳倡議建廟供奉，取名「龍寶殿」。
廟貌為兩層樓建築，一樓奉祀項王、虞姬夫人、註生娘娘、福德正神，二樓奉祀玉皇大帝、太陽星君、太陰星君。龍寶殿共有十九副楹聯，除二樓有兩副是頌讚玉帝，其餘十七副都論及項羽。
2004年2月24日，總統陳水扁贈「護國佑民」匾額。

## 主祀

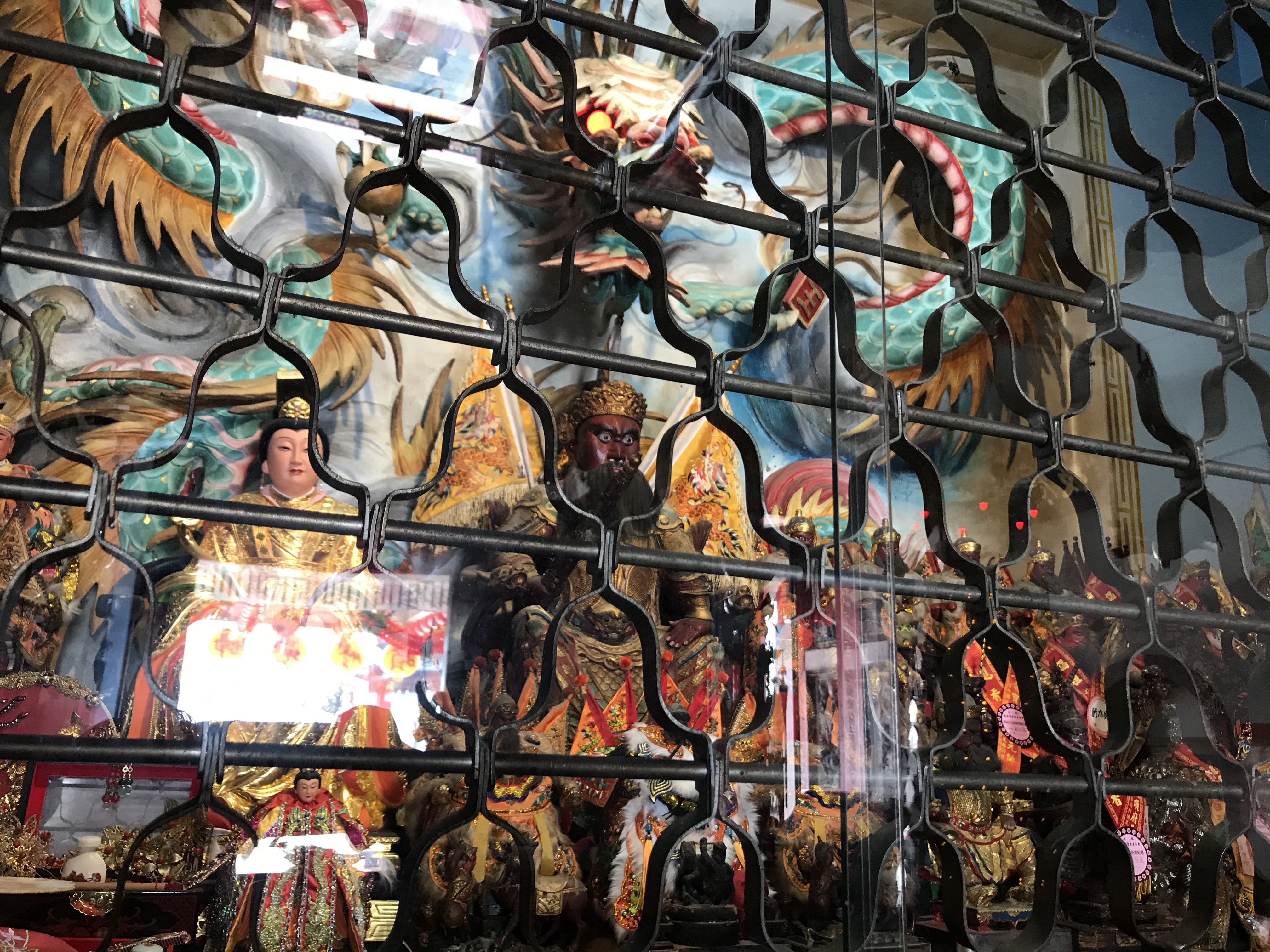
神像

農曆十月十二日為主祭日，水南與水北二村，家家戶戶都會準備祭品祭祀。相傳情人或夫妻若是不合，到廟裡上香後都能和好如初。
前主任委員林福訓說，經委員會訪查，發現臺灣僅龍寶殿主祀項王 。廟方多次組團回到福建了解，在閩西長汀縣客家聚落找到一座項羽廟，神像姿勢幾乎一模一樣，但許家祖先卻是泉州的閩南人，且許姓的祖居地已無廟宇或信徒奉祀項羽。廟方也組團去過項羽故居地江蘇省宿遷市，曾計畫在廟前興建宿遷市地標「霸王扛鼎」。